# 베스티안 서울병원
베스티안 서울병원은  서울특별시 성동구 왕십리로 382에 위치한 화상전문병원이다.
화상 전문 병원으로 성인화상클리닉, 소아화상클리닉, 화상재건클리닉를 운영하며, 그 외 내과, 외과, 소아청소년과, 건강검진, 임상시험센터를 운영하고 있다. 또한 응급실을 365일 24시간 운영하고 있다.

## 연혁
- 1990년 5월 순화의원 개원
- 2002년 4월 베스티안병원 개원
- 2008년 화상재건센터 개설 (흉터성형)
- 2016년 재단법인 베스티안 재단 출범 - 공익재단 부속병원으로 운영

## 교통
- 지하철2호선 상왕십리역